# Il sorriso della Gioconda (film)
Il sorriso della Gioconda (A Woman's Vengeance) è un film del 1948 diretto da Zoltán Korda tratto da un racconto di Aldous Huxley.

## Trama
Rimasto da poco vedovo, Henry Maurier si sposa con la giovane Doris scatenando la gelosia di Janet, da tempo innamorata di lui. Nel frattempo lui viene sospettato di aver avvelenato la moglie e finisce in galera per un delitto che non ha commesso.